# 90/53 Mod. 1939
Il 90/53 Mod. 1939 è stato un cannone contraereo progettato dal Regno d'Italia alla vigilia della seconda guerra mondiale: all'inizio studiato su commissione della Regia Marina, fu anche adottato dal Regio Esercito che l'impiegò in funzione anticarro con buoni risultati. Si tratta del pezzo contraereo italiano costruito nel maggior numero di esemplari nel corso della seconda guerra mondiale e solamente il 47/32 Mod. 1935 ne superò la quantità immessa in servizio.
Le prestazioni contro bersagli terrestri consigliarono di adattarlo a telai ruotati o cingolati nel corso delle ostilità, dando vita al 90/53 su Breda 52, al 90/53 su Lancia 3Ro e al semovente M.41 da 90/53, dotato di scudo di protezione per i serventi; fu anche completato un prototipo di Breda 501 sempre armato con il 90/53. Dopo l'armistizio fu valutato dai tedeschi e i pezzi caduti in mano loro, ribattezzati 9-cm Flak 42 (i), furono impiegati per la difesa delle loro città. Dopo la fine della guerra il 90/53, con funzione contraerei, continuò il suo servizio nell'Esercito Italiano, sparando gli ultimi colpi nel febbraio 1970 nel poligono di Foce Verde.

## Storia

### Sviluppo e produzione
Nel 1938 lo stato maggiore dell'esercito decise di adottare un cannone contraereo in grado di impegnare i bombardieri operanti a quote superiori a 10000 m. L'Ansaldo in quel periodo stava studiando un pezzo da 90 mm per conto della Regia Marina, con la canna della lunghezza di 50 calibri, quindi la Direzione del Servizio Tecnico Armi e Munizioni incaricò la ditta di studiare una variante terrestre dello stesso pezzo. L'Ansaldo aveva l'incarico di studiare sia un cannone mobile sul campo di battaglia, sia da montare in posizione fissa, quindi furono ordinate 2 batterie (quattro pezzi ciascuna), una per ciascun tipo. L'ordine per l'Ansaldo venne emesso il 1º aprile 1939 e nel settembre dello stesso anno erano pronti i disegni costruttivi. Il primo complesso (da posizione fissa) venne ultimato il 30 gennaio 1940, le prove di omologazione furono effettuate a Nettuno nell'aprile dello stesso anno, utilizzando il munizionamento già messo a punto per la Marina, e si passò immediatamente alla produzione.
Gli organi tecnici di esercito e marina valutarono la possibilità di utilizzare lo stesso cannone, ma risultò che le necessità delle due armi erano differenti, quindi ci si limitò ad unificare bossolo, esplosivo e granitura del propellente. Il cannone prodotto (ed usato) dalla Regia Marina fu il 90/50 Mod. 1939, utilizzato anche su pianali ferroviari con le stesse funzioni del pezzo prodotto per l'esercito.
Per la costruzione dei complessi 90/53 operarono, oltre all'Ansaldo, anche le Officine Reggiane, Comerio, Officine di Gorizia, CRDA (parti meccaniche), Officine Galileo, Officine San Giorgio (congegni di puntamento e parti elettromeccaniche), Motomeccanica Milano (carro rimorchio per i pezzi campali).

## Impiego operativo
- cartoccio granata 90/53 con spoletta mod 36 (pirica)
- cartoccio granata 90/53 con spoletta mod 36R (pirica)
- cartoccio granata 90/53 con spoletta mod 41 (meccanica a orologeria)
- cartoccio granata 90/53 con spoletta IO40 (a percussione)
- cartoccio granata 90/53 con spoletta R40 (a percussione)
- cartoccio granata perforante 90/53 con spoletta mod 09 (in tre diversi modelli)
- cartoccio granata semiperforante 90/42
- cartoccio granata per scuola di tiro

I cartocci granata con spoletta R40 potevano essere caricati con 1º carica, 2º carica o carica ridotta, mentre i cartocci granata con spoletta Mod 41 potevano essere caricati a 1º o 2º carica. L'impiego dei cartocci granata Mod 36 e 36R era per il tiro contraerei, quello dei cartocci granata IO40 e R40 era in funzione antisbarco mentre il modello perforante era utilizzato per tiro contro bersagli corazzati (navi e carri armati). Le munizioni erano conservate in cassette di legno contenenti tre cartocci proietto per un peso complessivo di 68 kg.
I primi affusti campali vennero consegnati alla fine del 1942, ma, nel frattempo, l'esercito aveva deciso di installare i pezzi sui pianali degli autocarri pesanti Lancia 3Ro e Breda 51 coloniale per avere la possibilità di un suo utilizzo a fianco delle forze mobili. Il prototipo dell'autocannone Lancia venne valutato positivamente nel febbraio 1941 e alla fine dell'anno erano disponibili 30 autocannoni su meccanica Lancia e 10 su meccanica Breda.
All'aprile del 1942 il Regio Esercito aveva in dotazione 30 cannoni 90/53 e 50 autocannoni, mentre la difesa contraerei territoriale aveva 240 pezzi (tutti da postazione fissa). Alla fine dello stesso anno risultavano costruiti dall'Ansaldo 104 pezzi campali, 517 da posizione e 129 su installazione mobile.
L'impiego nel frattempo era passato dall'uso unicamente contraerei all'impiego anche controcarri, particolarmente su autocannone 90/53 su Lancia 3Ro o su scafo cingolato (M.41 da 90/53). Considerando questo nuovo impiego l'Ansaldo studiò un'installazione a doppio ginocchiello, alto per il tiro contraerei e basso per il tiro contro bersagli terrestri) per cui era previsto l'impiego usando come base il trattore semicingolato da 8 t Breda 61. Venne anche studiata la possibilità di ridurre il calibro a 88 mm per rendere il munizionamento compatibile con quello dell'8,8 cm FlaK.
Data la mancanza di un numero adeguato di centrali di tiro in genere le batterie operavano con tiro di sbarramento, la cui efficienza tuttavia era inficiata dalla mancanza di spolette a orologeria, dato che in prevalenza le granate antiaeree erano fornite di spoletta pirica.
I pezzi da posizione operarono tutti in funzione contraerei ed antisbarco sul territorio nazionale, mentre gli autocannoni operarono in Libia (132ª Divisione corazzata "Ariete" e 133ª Divisione corazzata "Littorio"), Tunisia (131ª Divisione corazzata "Centauro"), Francia meridionale e Sicilia.
I primi gruppi su autocannoni Lancia 3Ro, costituiti nel 1941, furono inviati in Africa settentrionale, in organico alle divisioni corazzate operanti su quel teatro. Successivamente anche gruppi e batterie di artiglieria dipendenti da divisioni di fanteria, operanti sullo stesso teatro di guerra, furono equipaggiati con tali mezzi. Alcuni pezzi del 135º Reggimento artiglieria furono impiegati nella mancata difesa di Roma, inquadrati nella divisione Ariete II.
I mezzi su scafo cingolato operarono unicamente in Sicilia, inquadrati nel 10º Raggruppamento Controcarro, dipendente dalla XII Armata, schierato nella zona compresa fra Calatafimi e Caltanissetta. Il raggruppamento era su tre gruppi, il 161º, 162º e 163º.

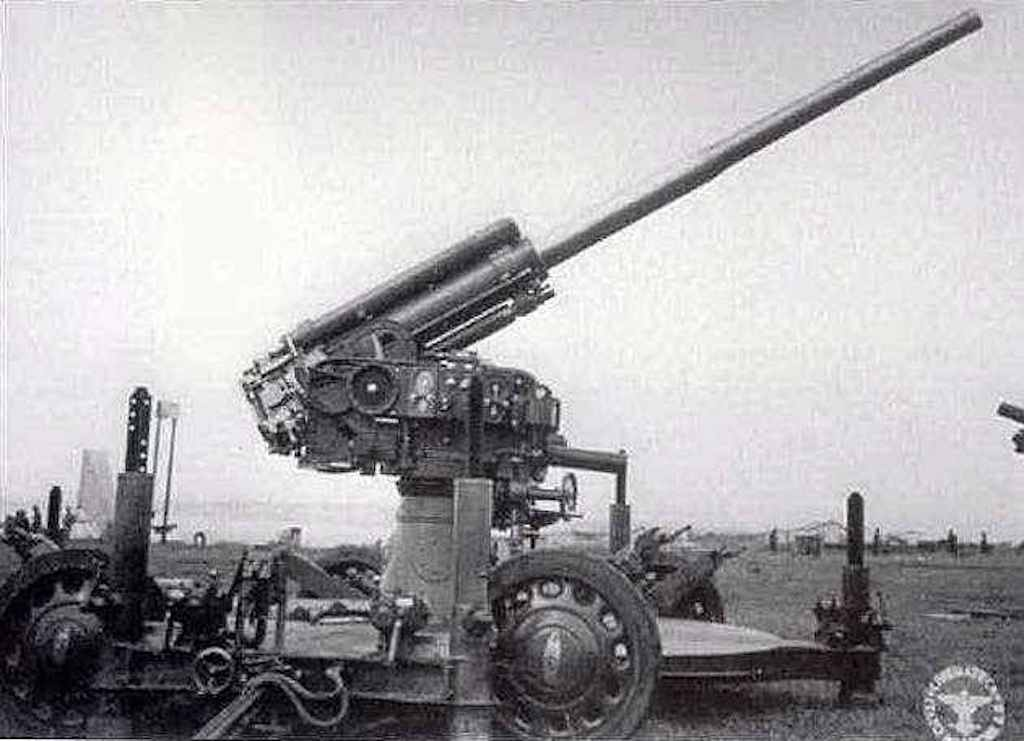
Un pezzo in postazione sulla propria piattaforma, tenuta in posizione dai vomeri infilati nel terreno

Notevole fu la partecipazione dei cannoni da 90/53 nella difesa delle truppe italo-tedesche che si ritiravano dalla Sicilia. Nell'occasione erano presenti 8 batterie da posizione e 3 batterie campali nella zona di Messina, mentre nella zona di Reggio Calabria si trovava una batteria campale da 90/53 e 5 batterie su 8,8 cm FlaK.
Nel corso dell'occupazione tedesca, successiva all'8 settembre, vennero prodotti 145 pezzi da posizione e 68 campali, oltre ai pezzi recuperati dal Regio Esercito. Alla fine del 1944 la Wehrmacht aveva in linea 315 pezzi, denominati 9,0 cm FlaK 41(i), mentre altri pezzi erano in carico alle forze armate della RSI.
I pezzi da 90/53 catturati dagli alleati vennero inglobati nel 1944 nella Italy Air Defence Area.
Dopo la seconda guerra mondiale, nel 1948, erano ancora disponibili 8 pezzi già assegnati ai reparti e 24 efficienti nei magazzini, mentre si stimava di ripristinarne altri 200 dal materiale recuperato. I pezzi rimasero in servizio nella Difesa Aerea Territoriale (DAT) (quattro raggruppamenti di artiglieria contraerei pesante) e nell'esercito di campagna (sette reggimenti contraerei pesante) fino alla fine degli anni sessanta, modificati utilizzando un freno di bocca. La centrale di tiro rimase la BGS, ora asservita a radar di produzione britannica. Successivamente, nel 1955 i 90/53 furono modificati per poter essere asserviti alla centrale di tiro Contraves F90 BT, costruita in Italia su licenza. I pezzi campali furono indicati come versione "C", mentre quelli da posizione come versione "P". I primi gruppi su 90/53 furono l'XI e il XXI contraerei pesante, entrambi formati alla SACA (Scuola Artiglieria Contraerei) di Sabaudia nel 1949. Nel 1953 i reggimenti di contraerea pesante erano: 1º (Albenga), 2º (Mantova), 3º'(Pisa), 4º (Verona), 5º (Mestre), 18º (Rimini), 121º (Bologna) e i raggruppamenti DAT erano 1º DAT Roma (Anzio), 2º DAT Genova (Savona), 3º DAT Bologna (Bologna), 17º DAT Milano (Lodi).
Gli ultimi colpi dei 90/53 in organico all'Esercito Italiano furono effettuati a Foce Verde (poligono della SACA) nel febbraio 1970, ma l'ultimo impiego operativo noto è nel 1990, quando i 90/53 della difesa costiera croata impegnarono natanti serbo-montenegrini.

## Tecnica

### Descrizione generale

TM40 traina un cannone 90/53 Mod. 1939

La canna in acciaio speciale (Ni-Cr-Mo) era a pareti semplici, con rigatura elicoidale destrorsa a 28 righe. La culatta era avvitata a freddo e poteva essere separata per sostituire l'anima usurata, il blocco di culatta portava superiormente una staffa per il collegamento alle aste dei recuperatori ed inferiormente un'appendice per l'unione al cilindro del freno di rinculo. L'otturatore a cuneo era scorrimento orizzontale, con apertura e chiusura a mano. In modo di funzionamento automatico l'otturatore era trattenuto in posizione di apertura dopo l'estrazione del bossolo.
L'affusto a forcella era sostenuto da un sottoaffusto a piedistallo, di forma troncoconica, poggiante sul paiuolo con interposto un anello in legno per attutire il tormento sulla piattaforma nei pezzi da posizione fissa. Il livellamento dell'affusto era ottenuto facendo oscillare il paiuolo rispetto al sottoaffusto. La culla era a manicotto ed entro la culla scorrevano la massa oscillante ed i congegni di punteria. Nella versione campale il paiuolo era sostituito da una piattaforma di tiro a crociera a quattro code, su cui veniva montata una piattaforma in quattro settori quando il pezzo era in batteria nei pezzi campali. Il traino avveniva tramite due carrelli fissati al longherone principale della crociera. Nell'allestimento per la marcia le code laterali della crociera (imperniate sulla trave centrale) venivano poste in verticale e sotto la trave centrale erano fissati due carrelli a due ruote ciascuno, uno dei quali era fornito di timone per l'aggancio al veicolo trainante. In batteria le code laterali erano poste in posizione orizzontale e sulla crociera era montata la piattaforma per i serventi.
Il complesso era fornito di freno idraulico, ad asta e controasta, posizionato inferiormente alla canna, a rinculo variabile a seconda dell'inclinazione della bocca. Oltre al freno idraulico il pezzo aveva due recuperatori idropneumatici, applicati esternamente alla culla e sistemati superiormente alla canna. Era previsto anche un equilibratore, agente sulla culatta, dato che gli orecchioni arretrati provocavano un forte preponderante di volata.
Il congegno di direzione (su 360º) era a corona dentata, mentre i congegni di elevazione erano a settori dentati elicoidali e vite senza fine. Il puntamento avveniva con congegni a linea di mira ed alzo indipendenti, comunque il puntamento del pezzo era previsto tramite centrale di tiro. Era inoltre previsto un graduatore di spoletta di costruzione Borletti.
Il trattore d'artiglieria designato per il 90/53 fu il Breda TP32, presto rimpiazzato dal Breda TP41 che permetteva una maggiore velocità di traino (39 km/h); fu poi pensato di adoperare la variante trattrice dello SPA Dovunque 41, intenzione impedita dall'armistizio del settembre 1943. Dopo il 1945 furono utilizzati, in un primo tempo, autocarri civili Lancia 3Ro, trattori medi SPA TM40 e AEC Matador (questi ultimi di costruzione britannica), poi sostituiti dai Fiat TP50.

### Le centrali di tiro
Fin dalla fase di progettazione l'impiego del pezzo era previsto con asservimento ad una centrale di tiro, inizialmente vennero prese in considerazione la Centrale di tiro Mod. 1940 "Gamma" (di progettazione ungherese) e la Borletti-Galileo-San Giorgio, indicata anche come BGS, di produzione nazionale.
La centrale BGS utilizzava come sistema di puntamento un telemetro stereoscopico con base di 4 m, ed utilizzava un equipaggio di soli 6 uomini, che operavano direttamente sul pianale del rimorchio autotrainabile su cui era fissata la centrale. I dati (distanza, direzione e sito), misurati attraverso il telemetro, erano inseriti manualmente nel calcolatore elettromeccanico, che poteva essere gestito (estrapolazione lineare o meno del punto futuro) dal personale addetto (2 specializzati). I dati di alzo, brandeggio e graduazione della spoletta erano trasmessi elettricamente al pezzo. I pezzi potevano essere totalmente asserviti alla centrale o potevano essere utilizzati manualmente tramite indici di coincidenza che comparivano sui congegni di mira. Nel 1942 le centrali BGS furono asservite al radiorilevatore (radar) Wūrzburg Ausf D (tedesco), indicato nel Regio Esercito come "Volpe", con questo metodo la centrale poteva gestire il tiro di una batteria su bersagli ad una distanza non superiore a 12 km ed una velocità non superiore a 720 km/h.

### Prestazioni
- Penetrazione dei proiettili perforanti contro una lastra di corazzatura laminata in acciaio omogeneo, inclinata a 30°:[20]
  - 100 metri: 126 mm
  - 500 metri: 109 mm
  - 1.000 metri: 90 mm
  - 1.500 metri: 75 mm
  - 2.000 metri: 62 mm

Secondo Nicola Pignato il 90/53 penetrava 100 mm a 1000 m, non è specificato precisamente se con angolo di 30° oppure verticale.
Quanto al proiettile HEAT (EP o EPS), benché provato e previsto (a metà 1943 risultavano in corso prove con munizioni EP ed EPS, queste ultime pressoché uguali alle HL tedesche), non venne mai adottato operativamente. A metà del 1943 erano stati solo allestiti campioni per le prove di tiro sia del tipo EP che EPS. Non è noto il valore della penetrazione di cui erano capaci, ma devono essere stati simili alle HL tedesche da 88 mm, che perforavano sui 90 mm a 30°. Il fatto è confermabile anche dalla non adozione operativa di queste munizioni, perché il valore perforabile era simile al proiettile da 90 mm perforante già disponibile.

## Versioni
Nel 1951 venne studiata una versione contraerei a canna allungata, denominata quindi "90/74", con gli stessi organi elastici del 90/53, quindi, per ridurre il tormento dovuto alla maggiore velocità iniziale, ora passata a 1050 m/s, il pezzo fu dotato di un freno di bocca. Questo nuovo pezzo aveva una gittata massima di 20000 m ed un'ordinata massima di 15000 m e la durata di traiettoria a 10000 m passava da 27 s a 20 s.